# Ниссан (стадион)
«Ниссан» (яп. 日産スタジアム, Nissan Sutajiamu, англ. Nissan Stadium) — многофункциональный стадион в городе Иокогаме, префектура Канагава. Является крупнейшим стадионом Японии, рассчитан на 73 237 зрителей. Является домашней ареной футбольного клуба «Иокогама Ф. Маринос».

## История
Стадион был открыт в 1998 году под наименованием Международный стадион Иокогама.
С 2002 по 2004 год являлся местом проведения матчей за Межконтинентальный кубок.
В 2001 году являлся местом проведения финального поединка Кубка конфедераций, в котором сборная Франции победила сборную Японии со счетом 1:0.
В 2002 году он являлся одной из арен чемпионата мира по футболу 2002 года, принимал четыре матча финальной стадии турнира, включая финал 30 июня 2002 между сборными Бразилии и Германии (2:0).
24 июня 2004 года японская компания Nissan объявила о своем решении перенести свой головной офис из Токио в Иокогаму, в октябре 2004 года было объявлено о переименовании объекта в «Стадион Ниссан» с 1 марта 2005 года.
С 2005 по 2008, 2011 по 2012, 2015 по 2016 гг. являлся местом проведения финальных поединков Клубного чемпионата мира по футболу.

## МатчиКубка конфедераций 2001 года
| Дата    | Время (UTC+9) | Команда #1 | Результат | Команда #2 | Раунд     | Количество зрителей |
| ------- | ------------- | ---------- | --------- | ---------- | --------- | ------------------- |
| 7 июня  | 17:00         | Япония     | 1-0       | Австралия  | Полуфинал | 48 699              |
| 10 июня | 19:00         | Япония     | 0-1       | Франция    | Финал     | 65 533              |

## Матчичемпионата мира по футболу 2002 года
| Дата    | Время (UTC+9) | Команда #1        | Результат | Команда #2 | Раунд    | Количество зрителей |
| ------- | ------------- | ----------------- | --------- | ---------- | -------- | ------------------- |
| 9 июня  | 20:30         | Япония            | 1-0       | Россия     | Группа H | 66 108              |
| 11 июня | 20:30         | Саудовская Аравия | 0-3       | Ирландия   | Группа E | 65 320              |
| 13 июня | 20:30         | Эквадор           | 1-0       | Хорватия   | Группа G | 65 862              |
| 30 июня | 20:30         | Бразилия          | 2-0       | Германия   | Финал    | 69 029              |

## Галерея

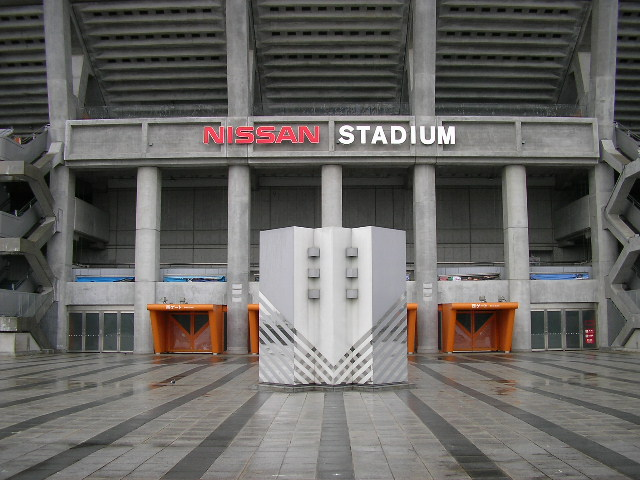
Центральный вход на стадион
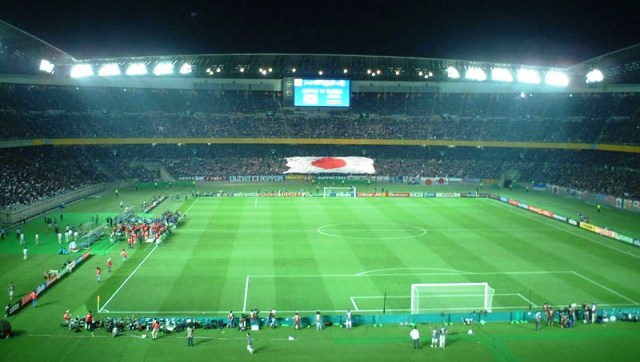
Матч Чемпионата мира Япония — Россия
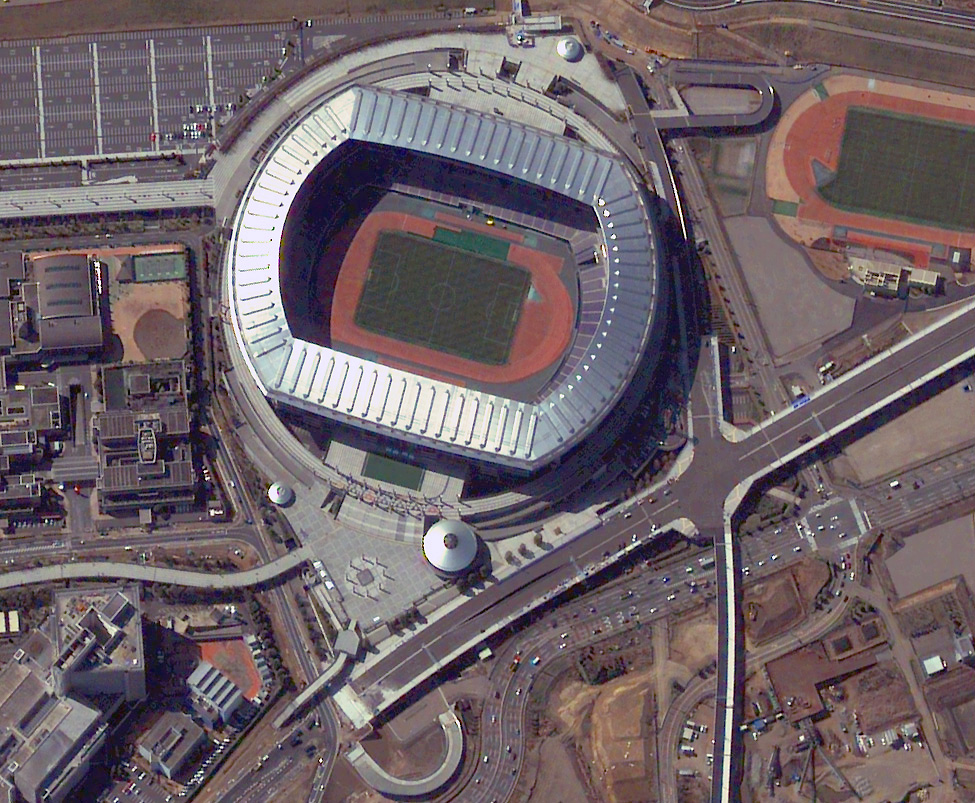
Вид со спутника